# Bellevue (Michigan)
Bellevue – wieś w Stanach Zjednoczonych, w stanie Michigan, w hrabstwie Eaton.